# Perro señal

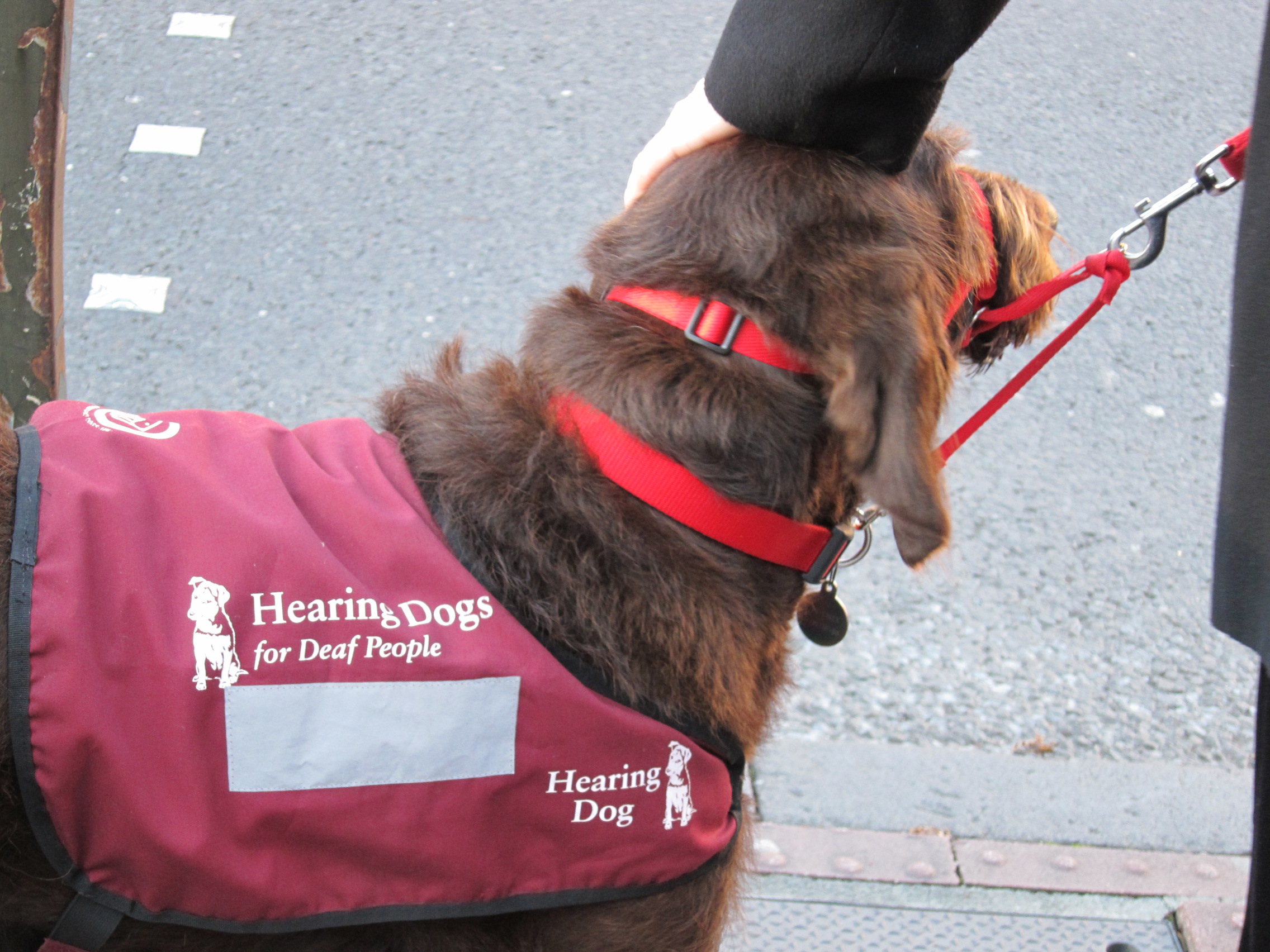
Perro señal

El perro señal o perro para personas sordas es un tipo de perro de asistencia para personas con discapacidad auditiva. Está específicamente adiestrado para dar apoyo y avisar a las personas sordas de distintos sonidos cotidianos, indicándoles su procedencia con un gesto técnicamente aprendido y conduciéndoles a la fuente del sonido. 
Estos sonidos se producen principalmente en el hogar, como timbres y aperturas de puertas, interfonos, teléfonos fijos y móviles, despertadores, alarmas de electrodomésticos, llantos de bebé, campanas y cascabeles, el claxon de un vehículo y otros sonidos concretos en función de las necesidades de cada usuario. También en el caso de alarmas de humo, incendios y evacuaciones para alejarse del lugar del posible peligro.
El perro señal se engloba dentro de los perros de asistencia al igual que los perros guía, perros de servicio, perros de terapia y perros para personas con trastornos del espectro autista. Está perfectamente socializado, adiestrado en obediencia y cumple altos requisitos de comportamiento, temperamento y habilidad específica para su labor, tras un periodo de socialización y adiestramiento hasta aproximadamente los 2 o 3 años de edad. Tiene derecho de acceso público junto con su usuario o adiestrador en territorios donde este derecho ya esté contemplado por la ley.
En el ámbito internacional está implantado en algunos países como Estados Unidos, Reino Unido o Australia, donde muchas de personas sordas cuentan cada año con la ayuda técnica de estos perros de asistencia. En España, hay una organización especializada en el entrenamiento de perros señal, que solo trabaja con perros rescatados de refugios de animales abandonados. El motivo es que no hay ninguna raza que haya sido específicamente seleccionada por su reactividad al sonido, mientras que muchos mestizos medianos muestran esta característica de forma innata, lo que facilita su adiestramiento y la calidad de su trabajo a largo plazo. De hecho, esta asociación debe su nombre al término filipino «Áskal», que quiere decir mestizo, perro sin raza.